# Eleutherodactylus warreni
Espèce
Statut de conservation UICN

 CR A3c : 
En danger critique
Eleutherodactylus warreni est une espèce d'amphibiens de la famille des Eleutherodactylidae.

## Répartition
Cette espèce est endémique de l'île de la Tortue à Haïti. Elle se rencontre vers 400 m d'altitude.

## Étymologie
Cette espèce est nommée en l'honneur de C. Rhea Warren.

## Publication originale
- Schwartz, 1976 : Variation and relationships of some Hispaniolan frogs (Leptodactylidae, Eleutherodactylus) of the ricordi group. Bulletin of the Florida State Museum, Biological sciences, vol. 21, no 1, pp. 1-46.